# Боофзайм
Боофза́йм (фр. Boofzheim) — коммуна на северо-востоке Франции в регионе Гранд-Эст (бывший Эльзас — Шампань — Арденны — Лотарингия), департамент Нижний Рейн, округ Селеста-Эрстен, кантон Эрстен. До марта 2015 года коммуна административно входила в состав упразднённого кантона Бенфельд (округ Селеста-Эрстен).
Площадь коммуны — 11,94 км², население — 1182 человека (2006) с тенденцией к росту: 1264 человека (2013), плотность населения — 105,9 чел/км².

## Население
Население коммуны в 2011 году составляло 1213 человек, в 2012 году — 1226 человек, а в 2013-м — 1264 человека.
| 1962 | 1968 | 1975 | 1982 | 1990 | 1999 | 2006 | 2008 | 2011 | 2012 | 2013 |
| ---- | ---- | ---- | ---- | ---- | ---- | ---- | ---- | ---- | ---- | ---- |
| 784  | 825  | 899  | 1052 | 1065 | 1030 | 1182 | 1217 | 1213 | 1226 | 1264 |

Динамика населения:

## Экономика
В 2010 году из 794 человек трудоспособного возраста (от 15 до 64 лет) 599 были экономически активными, 195 — неактивными (показатель активности 75,4 %, в 1999 году — 72,9 %). Из 599 активных трудоспособных жителей работали 549 человек (291 мужчина и 258 женщин), 50 числились безработными (21 мужчина и 29 женщин). Среди 195 трудоспособных неактивных граждан 46 были учениками либо студентами, 93 — пенсионерами, а ещё 56 — были неактивны в силу других причин.

## Достопримечательности (фотогалерея)

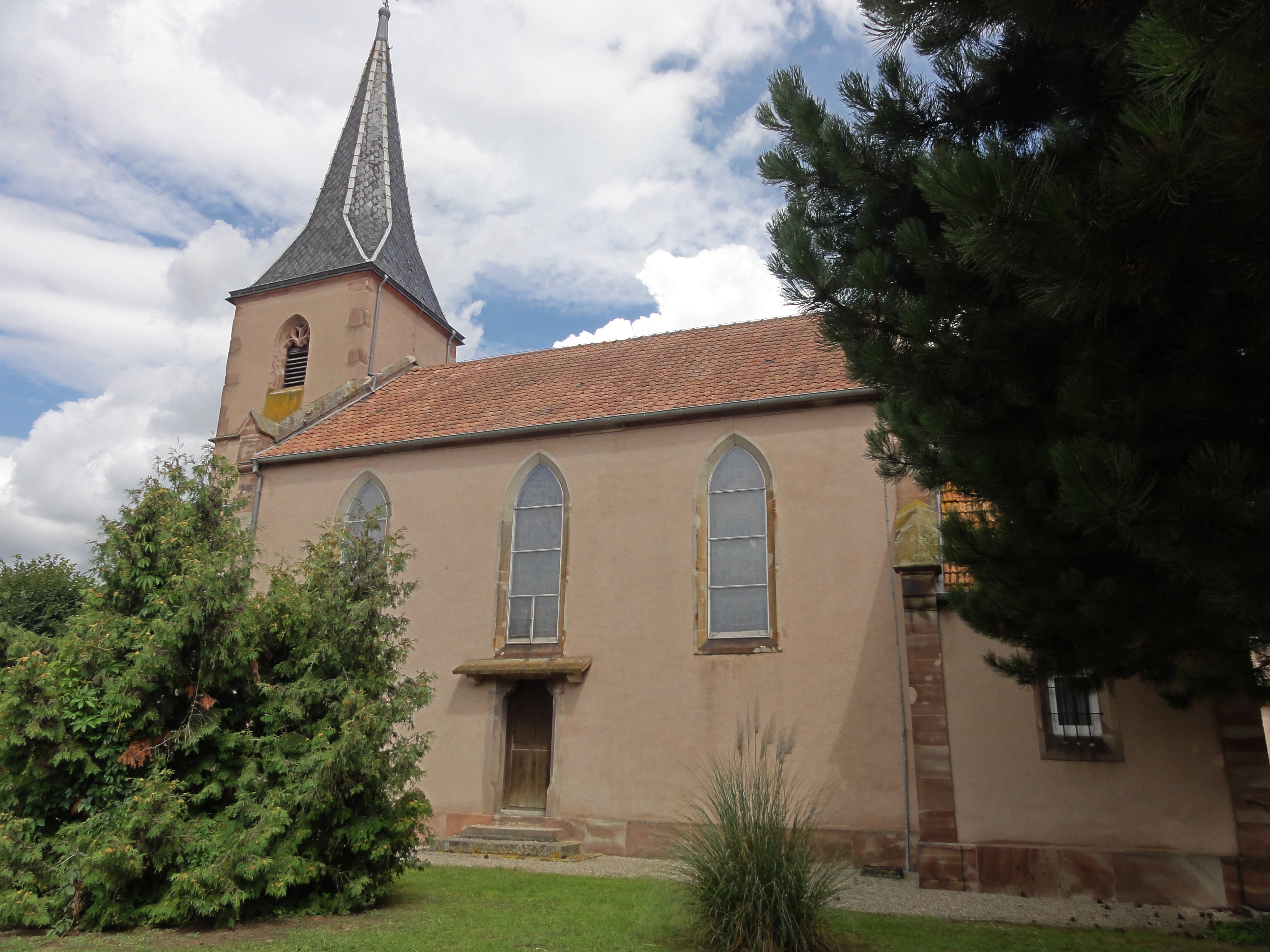
Церковь
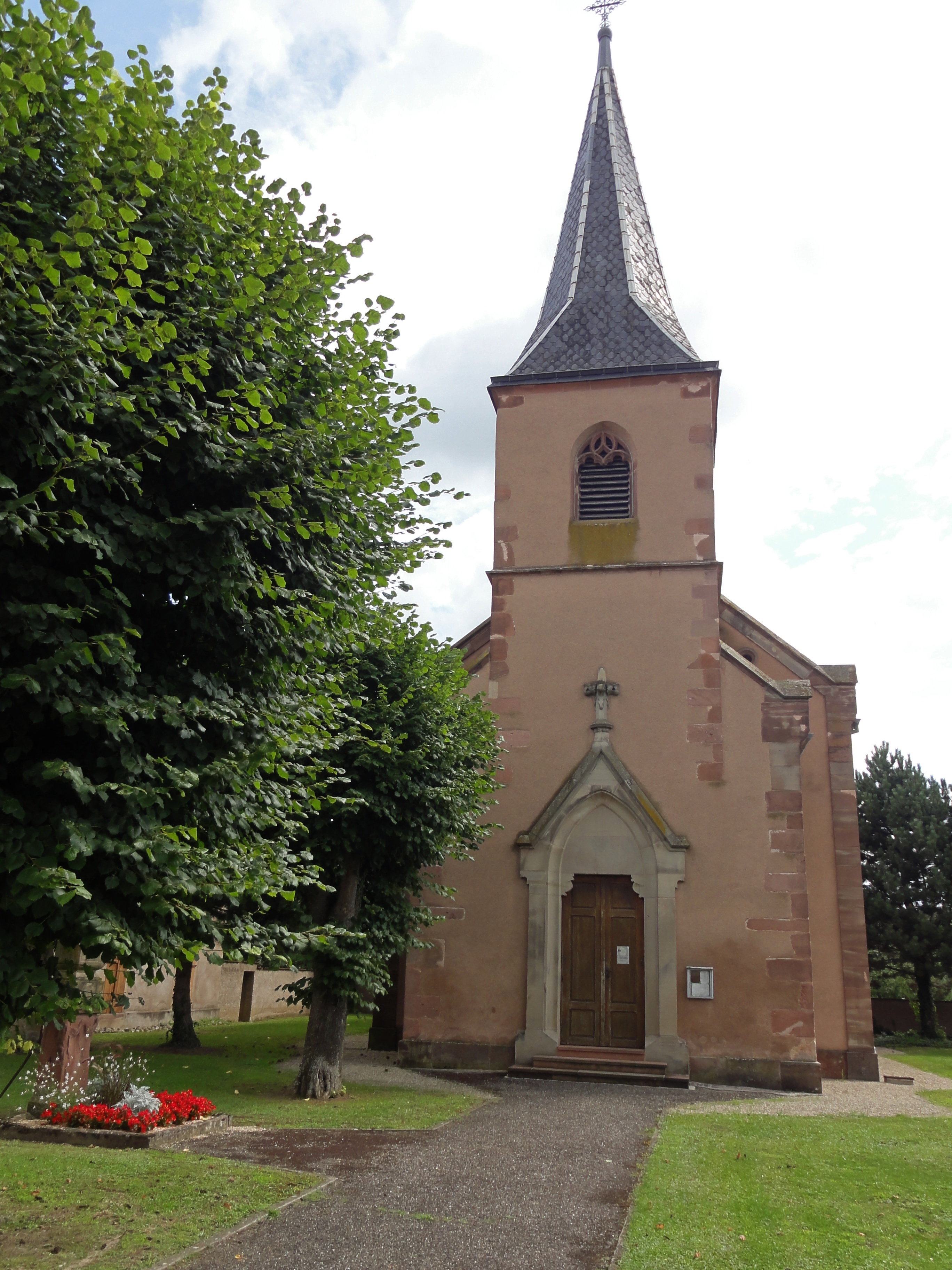
Колокольня
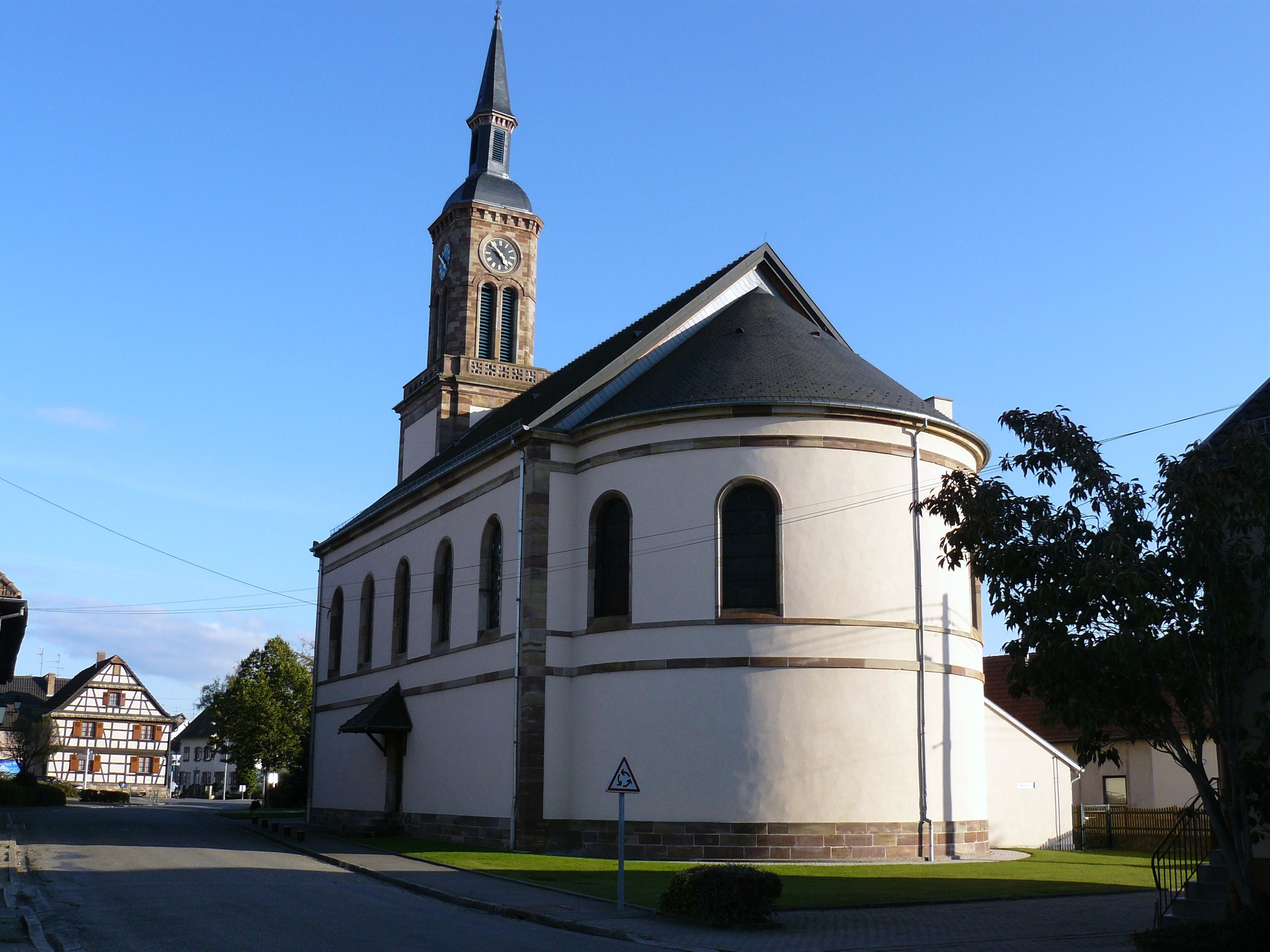
Протестантская церковь
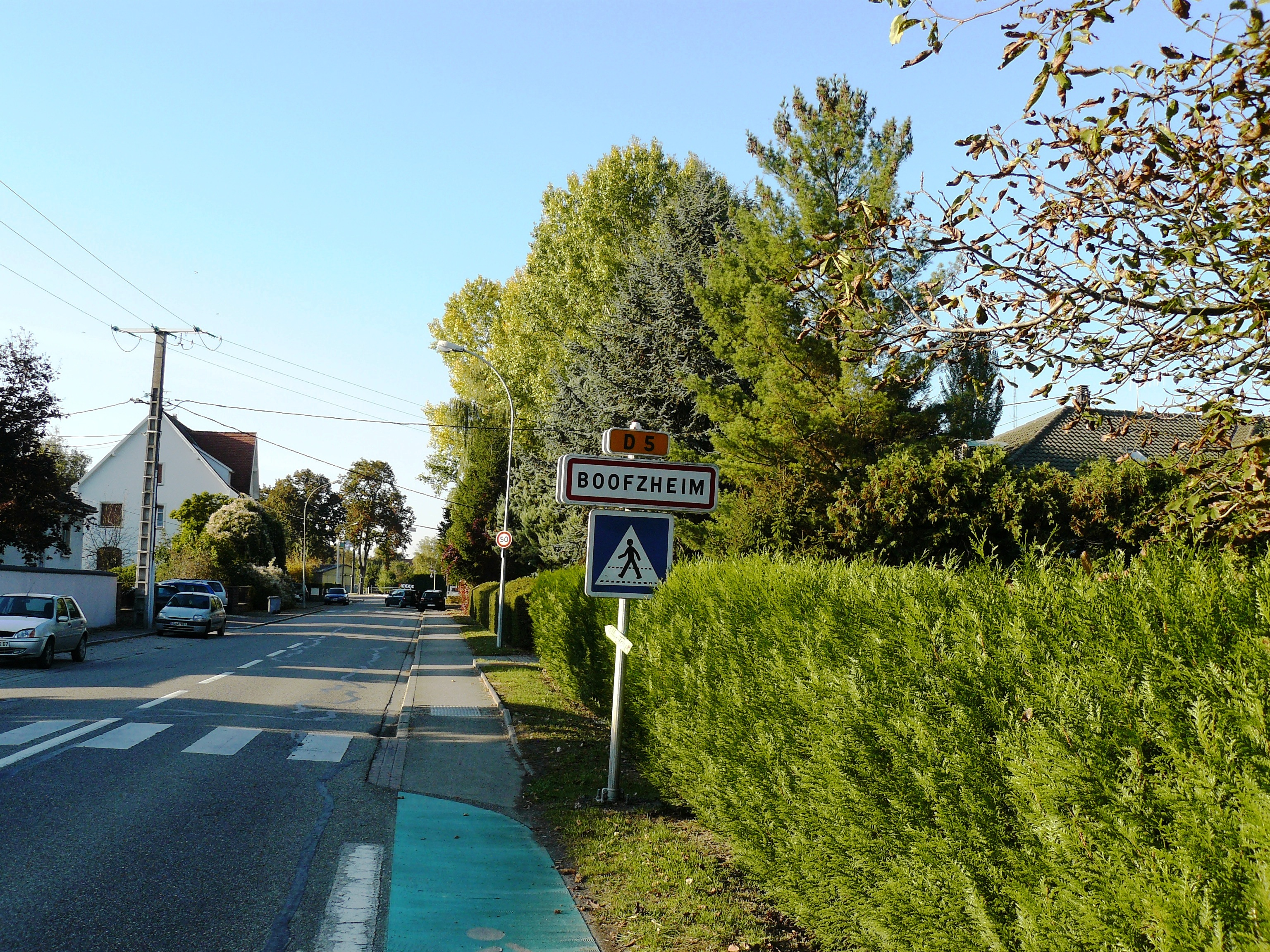
На въезде